# Режи, Алена
Алена Режи (англ. Alena Reji, род. 5 мая 1999, Omassery Grama Panchayat, Керала) — индийская трековая велогонщица.

## Карьера
Первый велосипед Алене Режи подарил её отец Режи Чериана, чтобы она могла быстрее до школы во время учёбы. В возрасте 12 лет она была выбрана Спортивным советом штата Керала (KSSC) и переехала из Тирувамбади в Тривандрам, где её тренером стал Чандран Четтиар.
В 2016 году на Кубке Азии по трековому велоспорту завоевала серебряную медаль, уступив Ольге Джантюгановой из Узбекистана.
На чемпионате Азии по трековому велоспорту в 2017 году завоевала бронзовую медаль в гите на 500 м среди юниорок (U19). Эта медаль стала второй для Индии в велоспорте.
В 2018 году на чемпионате Азии по трековому велоспорту в гите на 500 м уже среди взрослых показала 34,845 секунды и финишировала 6-й, не сумев пройти квалификацию из которой в следующий раунд проходили четверо лучших.
В том же году приняла участие на чемпионате мира по трековому велоспорту в Апелдорне, где вместе с Деборой Херольд приняла участие в командном спринте, показав последний результат.